# Cola semecarpophylla
Cola semecarpophylla är en malvaväxtart som beskrevs av Karl Moritz Schumann. Cola semecarpophylla ingår i släktet Cola och familjen malvaväxter. Inga underarter finns listade i Catalogue of Life.